# Les Mills
Les Mills, wł. Leslie Roy Mills (ur. 1 listopada 1934 w Auckland) – nowozelandzki lekkoatleta, specjalista rzutu dyskiem i pchnięcia kulą, czterokrotny olimpijczyk, mistrz igrzysk Imperium Brytyjskiego i Wspólnoty Brytyjskiej.

## Kariera sportowa
Zdobył srebrny medal w rzucie dyskiem (przegrywając jedynie z Fanie du Plessisem ze Związku Południowej Afryki, a wyprzedzając Gerry’ego Carra z Anglii) oraz zajął 7. miejsce w pchnięciu kulą na igrzyskach Imperium Brytyjskiego i Wspólnoty Brytyjskiej w 1958 w Cardiff. Zajął 11. miejsce w pchnięciu kulą i odpadł w kwalifikacjach rzutu dyskiem na igrzyskach olimpijskich w 1960 w Rzymie. Na igrzyskach Imperium Brytyjskiego i Wspólnoty Brytyjskiej w 1962 w Perth zajął 5. miejsce w rzucie dyskiem i 6. miejsce w pchnięciu kulą, a na igrzyskach olimpijskich w 1964 w Tokio 7. miejsce w pchnięciu kulą i odpadł w kwalifikacjach rzutu dyskiem.
Zwyciężył w rzucie dyskiem (przed George’em Puce’em z Kanady i swym kolegą z reprezentacji Nowej Zelandii Robinem Taitem) oraz zdobył srebrny medal w pchnięciu kulą (za Dave’em Steenem z Kanady, a przed Puce’em) na igrzyskach Imperium Brytyjskiego i Wspólnoty Brytyjskiej w 1966 w Kingston. Zajął 11. miejsce w pchnięciu kulą na igrzyskach olimpijskich w 1968 w Meksyku. Zwyciężył w tej konkurencji na Igrzyskach Konferencji Pacyfiku w 1969 w Tokio.
Zdobył srebrny medal w rzucie dyskiem (za Puce’em, a przed Billem Tancredem z Anglii) i brązowy medal w pchnięciu kulą (za Steenem i Jeffem Teale’em z Anglii) na igrzyskach Brytyjskiej Wspólnoty Narodów w 1970 w Edynburgu. Zajął 14. miejsce w rzucie dyskiem i odpadł w kwalifikacjach pchnięcia kulą na igrzyskach olimpijskich w 1972 w Monachium.
Mills zdobył 25 tytułów mistrza Nowej Zelandii (14 w pchnięciu kulą i 11 w rzucie dyskiem):
- pchnięcie kulą – 1954/1955, od 1956/1957 do 1961/1962, od 1964/1965 do 1969/1970i 1971/1972
- rzut dyskiem: – 1954/1955, od 1956/1957 do 1961/1962, 1965/1966, 1966/1967, 1970/1971 i 1971/1972

Zdobył również mistrzostwo Wielkiej Brytanii (AAA) w rzucie dyskiem w 1971 i wicemistrzostwo w tej konkurencji w 1958 oraz mistrzostwo w pchnięciu kulą w 1970 i 1971.
Dwadzieścia jeden razy poprawiał rekord Nowej Zelandii w pchnięciu kulą do rezultatu 19,80, uzyskanego 3 lipca 1967 w Honolulu. Wynik ten poprawił dopiero Jacko Gill w 2011. Dziewiętnaście razy ustanawiał rekord swego kraju w rzucie dyskiem do wyniku 61,52 m, osiągniętego 31 stycznia 1971 w Auckland. Zajmuje z tymi rezultatami (luty 2021) 4. miejsce na liście najlepszych kulomiotów nowozelandzkich w historii oraz 5. miejsce na liście dyskoboli.

## Późniejsze życie
W 1968 otworzył klub fitness w Auckland. Jego syn Phillip Mills rozbudował przedsiębiorstwo i stworzył sieć klubów gimnastycznych o nazwie Les Mills, która działa obecnie w wielu państwach.
W latach 1990–1998 Les Mills był burmistrzem Auckland.
W 1972 został odznaczony Orderem Imperium Brytyjskiego V klasy (MBE), a w 2002 otrzymał nowozelandzki Order Zasługi.